# Nowe szaty króla

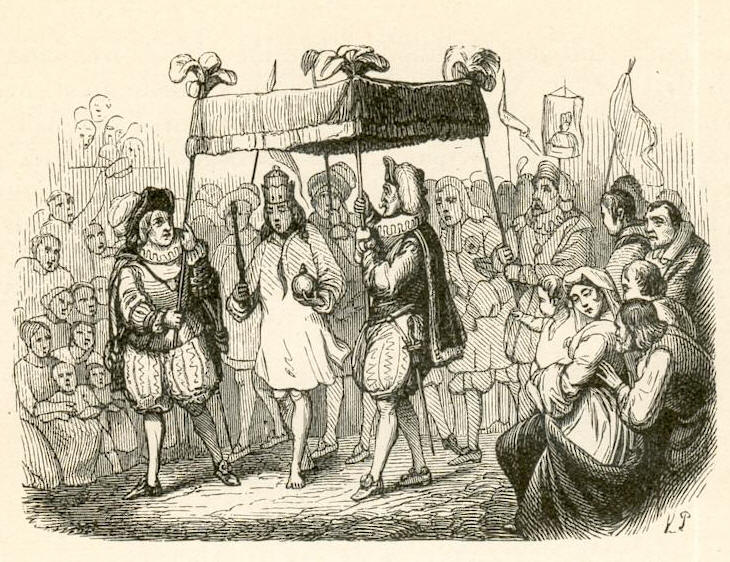
Ilustracja do baśni

Nowe szaty króla albo Nowe szaty cesarza (duń. Kejserens nye Klæder) – baśń napisana przez Hansa Christiana Andersena i opublikowana po raz pierwszy w 1837 roku, przetłumaczona na blisko 100 języków i wraz z powieścią Mała Syrenka została ujęta w 16 tomiku baśni Andersena pt. Bajkowe zwyczaje dla dzieci. Pierwsza kolekcja.
Baśń opowiada o pewnym mającym słabość do strojów władcy, którego próżność, a ponadto próżność jego dworzan wykorzystują dwaj tkacze-oszuści. Przybywając do stolicy owego kraju, ludzie ci rozpowiadają, iż potrafią utkać niezwykły materiał niedostępny dla oczu głupców i niezdolnych do sprawowania swojego urzędu. Gdy wiadomość trafia do uszu głowy państwa, ten szybko składa u nich zamówienie. Rzekomi tkacze pozorują pracę, nie tkając w rzeczywistości niczego, a wysłani do nich dworscy urzędnicy, nie chcąc dać się ośmieszyć i stracić stanowisk, udają, iż widzą cudowny materiał oraz przystają na opowieści oszustów. To samo zrobią wszyscy dworzanie. W rezultacie monarcha, mając być ubrany w niezwykłe szaty, których rzekomego nałożenia dopilnowują sami ci oszuści, pokazuje się swoim poddanym bez strojów. Mieszkańcy stolicy jednak, również nie widząc niczego, wolą się do tego nie przyznawać, aż nagle o nagości króla głośno mówi niewinne dziecko, dwór jednak nie zwraca na to uwagi.

## Ekranizacje
- Ponadczasowe Opowieści z Hallmarku (Wiecznie ciekawe bajki) (Nowe szaty cesarza – odcinek 2) – amerykański serial animowany z 1990 roku
- Skarbczyk najpiękniejszych bajek (Baśniowa kolekcja) (Nowe szaty cesarza – odcinek 22) – japoński serial animowany z 1995 roku
- Pan Andersen opowiada (Nowe szaty cesarza – odcinek 1) – duński serial animowany

Nawiązując do tytułu baśni (pomimo zupełnie innej fabuły), studio Walta Disneya stworzyło filmy animowane:
- Nowe szaty króla – 2000
- Nowe szaty króla 2 – 2005

Powstały także filmy:
- Nowe szaty cesarza – reż. Hannu Salonen, 2010
- Nowe szaty cesarza – reż. Alan Taylor, 2001
- Nowe szaty cesarza – reż. David Irving, 1987
- Nowe szaty króla – reż. Ante Babaja, 1961